# Ajda Pekkan
Ayşe Ajda Pekkan (Istanbul, 12 febbraio 1946) è una cantante e attrice turca, nominata cantante di stato dal Ministero della Cultura turco nel 1998.

## Biografia
Ajda inizia la sua carriera nel 1962. Rappresenta il suo paese all'Eurovision Song Contest 1980 con "Pet'r Oil" che si classifica al quindicesimo posto. Ajda ha al suo attivo più di 20 album in quarant'anni di carriera. Grazie al suo profondo impatto con la cultura popolare il suo soprannome in patria è Superstar.

## Discografia

### Album
- Ajda Pekkan (1968)
- Fecri Ebcioğlu Sunar (1969)
- Ajda Pekkan Vol III (1972)
- Ajda (1975)
- La Fête À L'Olympia (1976)
- Süperstar (1977)
- Pour Lui (1978)
- Süperstar II (1979)
- Sen Mutlu Ol (1981)
- Sevdim Seni (1982)
- Süperstar III (1983)
- Ajda Pekkan - Beş Yıl Önce On Yıl Sonra (1984)
- Süperstar IV (1987)
- Ajda 1990 (1990)
- Seni Seçtim (1991)
- Ajda '93 (1993)
- Ajda Pekkan (1996)
- The Best of Ajda (1998)
- Diva (2000)
- Cool Kadin (2006)

### Singoli
- Abidik Gubidik Twist (1964)
- Her Yerde Kar Var (1965)
- Moda Yolunda (1966)
- Seviyorum (1966)
- İki Yabancı (1967)
- Dönmem Sana (1967)
- Oyalama Beni (1967)
- Aşk Oyunu (1967)
- Boşvermiştim Dünyaya (1967)
- Dünya Dönüyor (1968)
- Kimdir Bu Sevgili (1968)
- Özleyiş (1968)
- Boş Sokak (1968)
- Ne Tadı Var Bu Dünyanın (1969)
- İki Yüzlü Aşk (1969)
- Durdurun şu Zamanı (1969)
- Ben Bir Köylü Kızıyım (1969)
- Son Arzu (1969)
- Ay Dogarken (1969)
- Sensiz Yıllarda (1970)
- Yagmur (1970)
- Gençlik Yılları (1971)
- Yalnızlıktan Bezdim (1971)
- Sen Bir Yana Dünya Bir Yana (1971)
- Olanlar Oldu Bana (1972)
- Dert Bende (1972)
- Kaderimin Oyunu (1973)
- Tanrı Misafiri (1973)
- Seninleyim (1973)
- Nasılsın İyi misin (1974)
- Sana Neler Edecegim (1974)
- Hoşgör Sen (1975)
- Al Beni (1975)
- Ne Varsa Bende Var (1976)
- Je T'apprendrai L'amour (1976)
- Gözünaydın (1976)
- Viens Dans Ma Vie (1977)
- Aglama Yarim (1977)
- A Mes Amours (1977)
- Ya Sonra (1978)
- Pet'r Oil / Loving On Petrol (1980)
- Diva (2000)
- Sen İste (2003)
- Vitrin (2006)